# گردنه کیلیک
گردنه کیلیک (انگلیسی: Kilik Pass) با ارتفاع ۴٬۸۲۷ متر در ۳۰ کیلومتری غرب گردنه مینتاکا قرار دارد و گذرگاه کوهستانی مرتفعی در کوه‌های قراقروم بین گلگت-بلتستان در پاکستان و سین‌کیانگ چین است.
پس از ساخت شاهراه قراقرم در جنوب گردنه خنجراب، گردنه کیلیک بدون استفاده ماند. از اواخر دهه ۲۰۱۰ در سمت پاکستانی این گذرگاه، برخی شرکت‌های کوه‌پیمایی و گردشگری تورهایی را برای بازدید از این منطقه برگزار می‌کنند ولی در سمت چینی آن، دره پیرامون گذرگاه به روی بازدیدکنندگان بسته‌است ولی ساکنان محلی اجازه دسترسی به منطقه را دارند.